# Руські Зимниці
Руські Зимниці (рос. Русские Зимницы) — присілок в Ніколаєвському районі Ульяновської області Російської Федерації.
Населення становить 68 осіб. Входить до складу муніципального утворення Сухотерешанське сільське поселення.

## Історія
Від 2004 року входить до складу муніципального утворення Сухотерешанське сільське поселення.

## Населення
| 2010 |
| ---- |
| 68   |